# Charles de La Font de Savine
Charles de La Font de Savine (Embrun, 17 febbraio 1742 – Embrun, 1º settembre 1814) è stato un vescovo cattolico francese.

## Biografia
Monsignor Charles de La Font de Savine nacque in una locanda di Embrun il 17 febbraio 1742 ed era il figlio più giovane di una famiglia di antica nobiltà. Come tale fu destinato alla carriera ecclesiastica. Venne iniziato da sua madre alle idee di Jean-Jacques Rousseau attraverso la lettura di Emilio o dell'educazione. Quest'opera fu a lungo la sua lettura preferita.

### Formazione ministero sacerdotale
A 23 anni divenne segretario dell'Assemblea del clero e a 28 vicario generale di suo zio, monsignor Jean-Arnauld de Castellane, vescovo di Mende.

### Ministero episcopale
Il 21 aprile 1778 fu selezionato come vescovo di Viviers. Il 1º giugno papa Pio VI confermò la nomina. Ricevette l'ordinazione episcopale il 26 luglio successivo dal vescovo di Laon Louis-Hector-Honoré-Maxime de Sabran, coconsacranti il vescovo di Orange Guillaume-Louis du Tillet e quello di Blois Alexandre-François-Amédée-Adonis-Louis-Joseph de Lauzières de Thémines. In seguito dirà: "Sono diventato vescovo come tanti altri, perché mio zio era un nobile, un governatore provinciale".
Fu eletto deputato per il siniscalcato di Villeneuve-de-Berg agli Stati generali del 1789 e fece parte dell'Assemblea nazionale costituente fino al 30 settembre 1791.
Fu uno dei quattro vescovi canonicamente installati prima del 1790 ad accettare di fare parte della Chiesa costituzionale.
Dopo aver prestato giuramento nel febbraio del 1791, si impegnò a promuoverlo davanti alla maggioranza dei vescovi di Francia. La diocesi di Viviers fu modificata dalla Costituzione civile del clero. Per rispetto del principio democratico e per volersi mostrare disinteressato, si dimise prima del giuramento. Venne quindi eletto vescovo costituzionale del dipartimento dell'Ardèche. Membro di un club, fu eletto anche presidente del dipartimento. Nella cattedrale espose diverse bandiere tricolori. Si rallegrò dell'esistenza della Costituzione civile che secondo lui riportava la Chiesa alla purezza primitiva.
Di stampo riformatore, autorizzò il consumo di carne durante la Quaresima e i canti in lingua vernacolare e da cori femminili nei vespri, un'esperienza che venne respinta dai fedeli che rivendicavano i salmi tradizionali. Nel 1791 decise di abolire le solennità pasquali ma la resistenza dei fedeli gli fece cambiare idea. I riti tradizionali verranno reintrodotti l'anno successivo. Volle associare i laici e le donne al ministero, permettendo loro di pronunciare sermoni e mettendo in discussione la gerarchia tra la Chiesa docente e i fedeli. Allo stesso modo, per ridurre il divario gerarchico tra sacerdoti e vescovi, offrì l'ordinazione episcopale a tutti i sacerdoti della sua diocesi. Due di loro, André François Chaussy e Joseph Perbost, vennero consacrati nel giugno del 1792.
Fedele ai suoi principi liberali, protesse i sacerdoti della sua diocesi colpiti dalla legge del 26 agosto 1792. Rivendicò per loro "giustizia", "pietà", "umanità" e moderazione nell'ardore degli amministratori.
Il 1º dicembre 1793 il "cittadino Savine" cedette la sua croce pettorale e tutte le sue insegne episcopali e si dimise dal suo incarico pubblico di vescovo dell'Ardèche. Arrestato come sospetto il 15 maggio dell'anno successivo, fu trasferito a Parigi. Durante la sua detenzione, ritirò il suo giuramento prima di essere rilasciato ad ottobre.
Ridotto in miseria, dovette lavorare come portatore d'acqua prima di diventare bibliotecario alla Bibliothèque de l'Arsenal. Frequentò regolarmente il signor Emery, che ci informa di lui. De Savines era pazzo? Non è questo ciò che sembra far avanzare Emery che il 14 ottobre 1795 scrisse a papa Pio VI sottolineando il "carattere innovativo" dell'ex vescovo di Viviers e aggiungendo: "Spesso ha testimoniato di essere stato ingannato dalla libertà della Chiesa gallicana ed è stato solo seguendolo e spingendolo alle ultime conseguenze che era stato condotto così lontano".
Nel 1797, sembrò aver dimenticato le sue dimissioni e rivendicò la guida della diocesi di Viviers la cui amministrazione apostolica era stata affidata all'arcivescovo di Vienne. Questo gli valse una terribile risposta pubblicata nel 1800 dai sacerdoti della sua ex diocesi. La diocesi di Viviers fu soppressa dalla bolla Qui Christi Domini del 1801 ma egli rifiutò di dimettersi. Nel 1804 fu internato Charenton-le-Pont dove si ritirò. Si dimise il 28 settembre 1805. In seguito scrisse al suo successore: "Sono una testa mal regolata [...] Sono stato in una specie di follia da quando ho fatto questo giuramento sfortunato".
Si ritirò nel castello di famiglia di Savines.
Morì a Embrun, nella locanda in cui nacque, il 1º settembre 1814 all'età di 72 anni.

## Opere
- La Font de Savine, Charles de, Lettre de M. l'évêque de Viviers à messieurs les curés, vicaires & autres fonctionnaires publics ecclésiastiques du département de l'Ardèche; Discours prononcé par monsieur l'évêque de Viviers, avant de prêter le serment civique, Paris, 1791. https://gallica.bnf.fr/ark:/12148/bpt6k45736x.r=.langFR
- La Font de Savine, Charles de, Examen des principes de la constitution civile du clergé, ou du Règlement décrété par l'Assemblée nationale de France sur les formes extérieures du culte catholique, par M. l'Evêque de Viviers, Lyon, 1792.https://gallica.bnf.fr/ark:/12148/bpt6k49117z.r=.langFR
- La Font de Savine, Charles de, Instruction donnée par M. l'évêque de Vivier, pour les habitans de la campagne, Paris, 1792.https://gallica.bnf.fr/ark:/12148/bpt6k45738m.r=.langFR
- Discours prononcé par Monsieur l'Evêque de Viviers à la cérémonie de l'Ordination Episcopale de Monsieur Chaussy, curé de Bourg-Saint-Andéol et de Monsieur Perbost, curé de Saint-Marcel-d'Ardèche…, Viviers, 1792.

## Genealogia episcopale e successione apostolica
La genealogia episcopale è:
- Vescovo Louis-Hector-Honoré-Maxime de Sabran
- Vescovo Charles de La Font de Savine

La successione apostolica è:
- Vescovo costituzionale André François Chaussy (1792)
- Vescovo costituzionale Joseph Perbost (1792)
- Vescovo costituzionale Henri Reymond (1793)